# Comitê Macedônio
O Comitê Macedônio (em grego:  Μακεδονικό Κομιτάτο, Makedoniko Komitato), formalmente Comitê Helênico Macedônio (Ελληνομακεδονικό Κομιτάτο, Ellinomakedoniko Komitato), foi uma organização revolucionária grega com o objetivo de libertar a Macedônia do Império Otomano (nos vilaietes de Monastir e Salônica).

## Criação

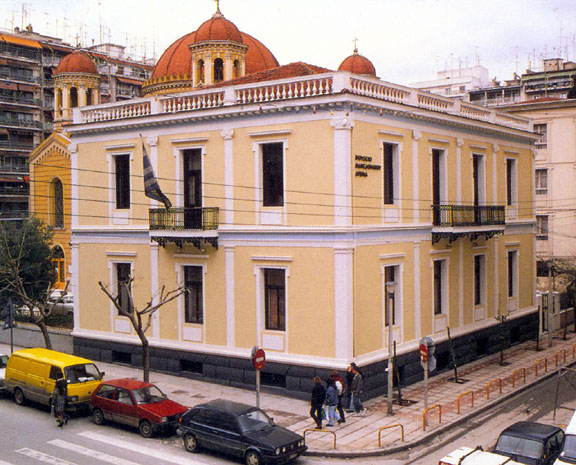
O antigo consulado grego em Salónica, onde o HMC estava sediado. É agora um Museu da Luta Macedónia.

Apesar da existência anterior de bandos armados gregos na região da Macedônia Otomana, foi somente em 1900, quando Stéfanos Dragúmis fundou o Comitê Helênico da Macedônia, que um esforço organizado e coordenado foi empreendido. O comitê era liderado pelo rico editor Dimitrios Kalapothakis e seus membros incluíam aristocratas gregos, políticos e outros notáveis gregos, além dos guerrilheiros. Isto incluiu indivíduos como Ion Dragoumis, Pavlos Melas,  O Comitê Helênico Macedônio serviu como resposta grega à IMRO após o aumento das hostilidades contra os habitantes gregos da Macedônia. Também atuou como braço de execução do Patriarcado Grego, para conter e impedir uma maior expansão do Exarcado Búlgaro na região. O comitê encarregou-se da organização dos guerrilheiros na Macedônia — os Makedonomachoi — durante a Luta da Macedônia (1904–1908).

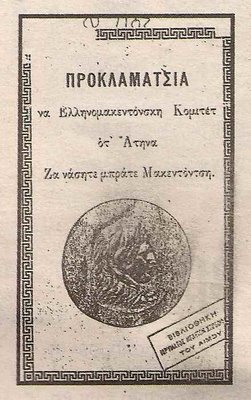
Proclamação do Comitê Helênico Macedônio.

## Papel nas Lutas Macedônicas
Após o estabelecimento do Exarcado Búlgaro, Gregos e Búlgaros envolveram-se numa luta de propaganda pela lealdade dos habitantes da Macedónia. Após a frustrada Revolta de Ilinden em agosto de 1903 pela IMRO patrocinada pela Bulgária, o Comitê Macedônio organizou-se para proteger os macedônios gregos e preservar os interesses gregos na região. Nikolaos Mavrokordatos, o embaixador da Grécia, com o cônsul da Grécia em Monastir, Ion Dragoumis, concordaram em enviar Germanos Karavangelis para a Macedônia como bispo de Castória. Foi aí que percebeu a urgência da situação e deu início à organização mais eficiente da oposição grega. Enquanto Dragoumis se preocupava com a organização financeira dos esforços, a figura central na luta militar foi o competente oficial cretense Georgios Katechakis.  O Bispo Germanos Karavangelis viajaria para elevar o moral e encorajar a população grega macedónia a tomar medidas contra a IMRO. Ele também foi fundamental na formação de vários comitês para promover os interesses nacionais gregos.
Katechakis e Karavangelis conseguiram organizar e coordenar grupos guerrilheiros locais, recrutando ocasionalmente antigos membros da IMRO que tinham disputas políticas e/ou pessoais dentro da organização (ex. Kottas Christou, Gonos Yiotas, etc.). Os bandos armados foram posteriormente reforçados com voluntários da Grécia livre, muitos vindos de Creta e da área de Mani, no Peloponeso. Muitos ex-oficiais do Exército Helênico foram incentivados a se voluntariar para fornecer liderança experiente e uma vantagem logística, e muitos o fizeram. Os greco-macedônios, no entanto, formaram o núcleo da força de combate e provaram ser os mais importantes devido ao seu extenso conhecimento geográfico da região, bem como a vários deles possuírem graus variados de conhecimento da língua búlgara. Muitos greco-macedônios se distinguiram como chefes eficazes e especialistas em guerra não convencional, como Evangelos Natsis, Dimitrios Stagas, Georgios Savvas, Michael Sionidis, Ioannis Ramnalis, Petros Christou, Antigonos Choleris, Christos Stogiannidis, Periklis Drakos, Pavlos Rakovitis, Georgios Seridis, Iraklis Patikas e muito mais. Os combatentes rebeldes que lutaram pela causa grega passaram a ser conhecidos pelos gregos como Makedonomachoi (em grego:  Μακεδονομάχοι; "Lutadores macedônios"). 
A escritora grega Penélope Delta retratou os Makedonomachoi em seu romance Τά μυστικά τοῦ Βάλτου (Ta Mystiká tou Váltou – Os Segredos do Pântano), e Germanos Karavangelis os relembra em seu livro de memórias Ὁ Μακεδονικός Ἀγών (O Macedônio Luta). Comparativamente, os Komitadjis da IMRO e suas atividades aparecem no livro Confessions of a Macedonian Bandit: A Californian in the Balkan Wars, escrito por Albert Sonnichsen, um voluntário americano na IMRO durante a Luta da Macedônia.